# Слаиманхель, Омар
Омар Слаиманхель (англ. Omar Slaimankhel, родился 4 марта 1992 года) — афганский и новозеландский регбист и игрок в регбилиг, выступающий на позиции защитника (фулбэк и винг) за клуб «Уэстерн Сабёрбз Мэгпайз» в кубке Рона Мэсси. В Национальной регбийной лиге в прошлом играл за регбилиг-клуб «Нью Зиленд Уорриорз»; в японской Топ-Лиге по классическому регби выступал за клуб «Кэнон Иглз».

## Биография

### Ранние годы
Слаиманхель родился в Пакистане в семье афганских беженцев. Когда ему было два года, семья Омара переехала в Новую Зеландию. Он увлекался игрой в регби-15 и регби-13, выступая за команду Оклендской гимназии, а также занимался лёгкой и тяжёлой атлетикой. В Японии он выступал за команду Топ-Лиги «Кэнон Иглз».

### Клубная карьера
Дебют Слаиманхеля в рядах новозеландского регбилиг-клуба «Нью Зиленд Уорриорз» состоялся 16 июня 2012 года в поединке против «Кроналла Шаркс». Он провёл 5 матчей в Национальной регбийной лиге, став первым афганским игроком в этой лиге, и 47 игр в молодёжном турнире для игроков не старше 20 лет Toyota Cup, занеся 45 попыток за два сезона. Позже его выкупил клуб по регби «Кэнон Иглз» из японской Топ-Лиги, причём Слаиманхель отказался от предложений сиднейских клубов «Рустерз» и «Раббитос».
В середине 2015 года Слаиманхель вернулся в регбилиг, заключив контракт с «Сидней Рустерз». Выступал он за фарм-клуб «Уайонг Руз» в Кубке Нового Южного Уэльса. 27 сентября Слаиманхель был включён на позицию фулбэка в символическую сборную Кубка Нового Южного Уэльса прошедшего сезона. В 2016 году он играл за «Рустерз» в Оклендском турнире по регбилиг-9 при Национальной регбийной лиге, но получил травму руки во второй день соревнований.
Два сезона Слаиманхель провёл за клуб «Оберн Уорриорз» в кубке Рона Мэсси, а после исключения клуба из турнира перешёл в «Маунт Причард Маунтиз» на сезон 2018 года. В 2019 году начал выступления за «Уэстерн Сабёрбз Мэгпайз» в кубке Рона Мэсси, попав в заявку на матч 6 мая против «Ньюкасл Ребелс».

### Карьера в сборной
За сборную своей исторической родины по регби-7 Омар Слаиманхель выступил на Азиатских играх 2018 года и занял с командой 9-е место, отметившись вполне результативной игрой (53 очка в 6 играх).